# Euploea martinii
Euploea martinii là một loài bướm giáp trong phân họ Danainae. Nó là loài đặc hữu của Indonesia.